# Yuriy Prylypko
Yuriy Illich Prylypko (Hostómel, RSS de Ucrania, Unión Soviética, 11 de agosto de 1960 - Hostómel, Ucrania, 7 de marzo de 2022) fue un político ucraniano que se desempeñó como alcalde de Hostómel. 

## Biografía
Durante su gestión y la invasión rusa de Ucrania de 2022, el presidente Volodímir Zelenski le concedió el título de “Ciudad Héroe” el 6 de marzo a seis ciudades y pueblos ucranianos que se defendían ante los invasores rusos, incluyendo a Hostómel. Prylypko fue asesinado el 7 de marzo mientras repartía comida y medicinas en la localidad al ser alcanzado por disparos de ocupantes rusos. Varios alcaldes europeos expresaron sus condolencias por el fallecimiento, incluyendo a Enzo Bianco, presidente del Consejo Nacional de Anci y miembro de la presidencia del comité de las regiones europeas, y Esterino Montino, alcalde de Fiumicino, Italia.